# بيتسوندا
بيتسوندا (بالأبخازية: Пиҵунда، بالجورجية: ბიჭვინთა، بالروسية: Пицунда) هي بلدة سياحية تقع في مقاطعة غاغرا، أبخازيا.
أسس المدينة اليونانيين في القرن الخامس قبل الميلاد باسم بيتيوس المستعمرة التجارية (باليونانية القديمة: Πιτυοῦς) أو بيتيونت. استخرجت الحفريات التي قادتها أندريا أباكيدزي بقايا ثلاث كنائس من القرن الرابع وحمام له أرضية رائعة مصنوعة من الموزاييك. أصبح الميناء القديم «بيتيوس الكبير» مجرد بحيرة داخر البلدة. نفي القديس يوحنا الكريزوستومي إلى البلدة ومات فيها قرب الشاطء عام 407. في القرن السادس أصبحت البلدة من أكبر المراكز الثقافية والدينية في مملكة إيغريسي (لازيكا). عند نهاية القرن العاشر، بنى في البلدة الملك باغرات الثالث ملك جورجيا كاتدرائية بيتسوندا التي عاشت لحين اليوم وتحتوي على بقايا لوحات جدارية من القرن الثالث عشر والسادس عشر الميلاديين.
قضى نيكيتا خروتشوف عطلة في البلدة في أكتوبر 1964 بعد أن خلع من السلطة.
اليوم تحوي المدينة على العديد من الفنادق من أجل السياح الروس، الذين يصيفون في المنطقة.

## توأمة
لبيتسوندا اتفاقيات توأمة مع:
- دميتروف

## معرض صور

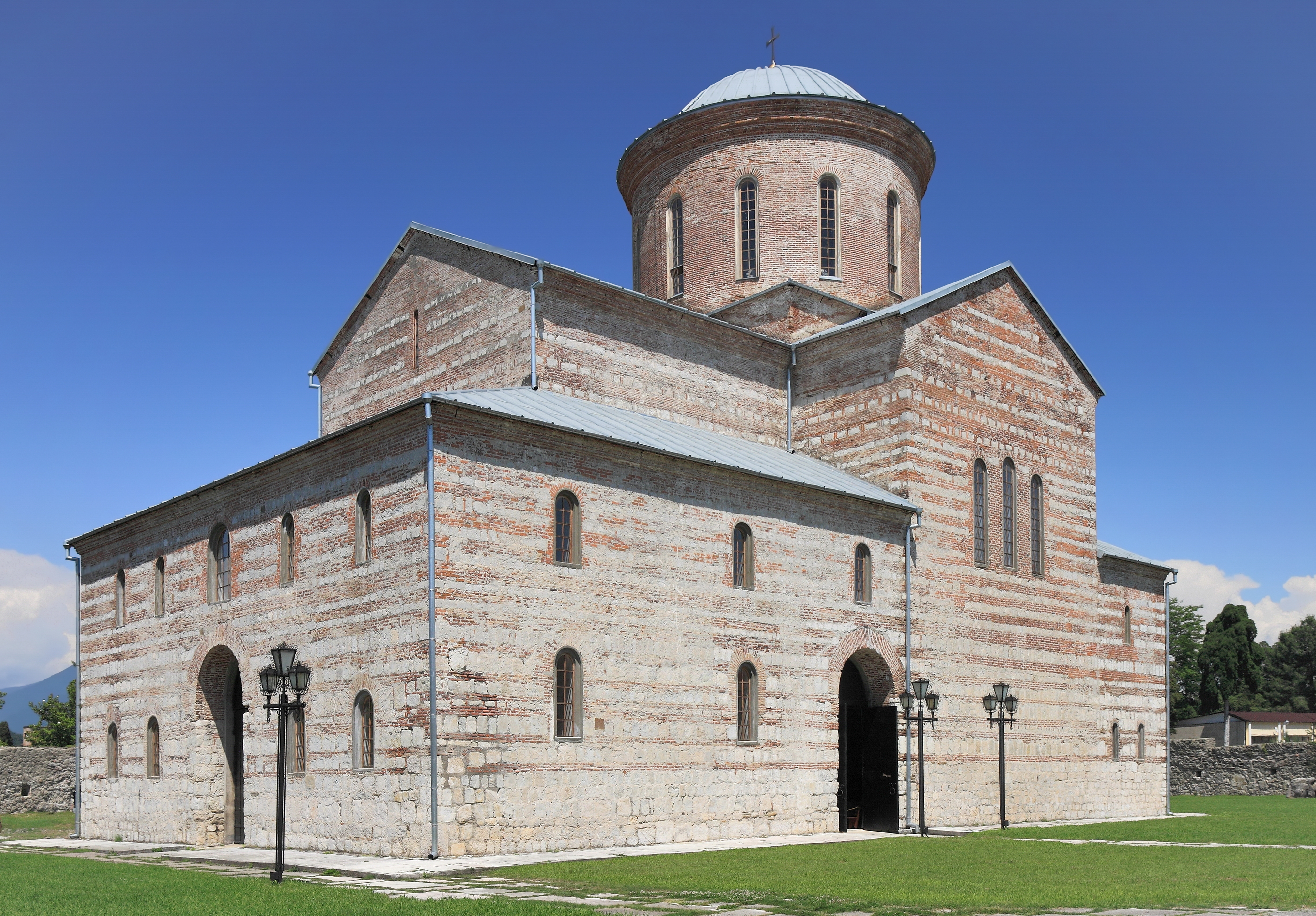
كاتدرائية بيتسوندا
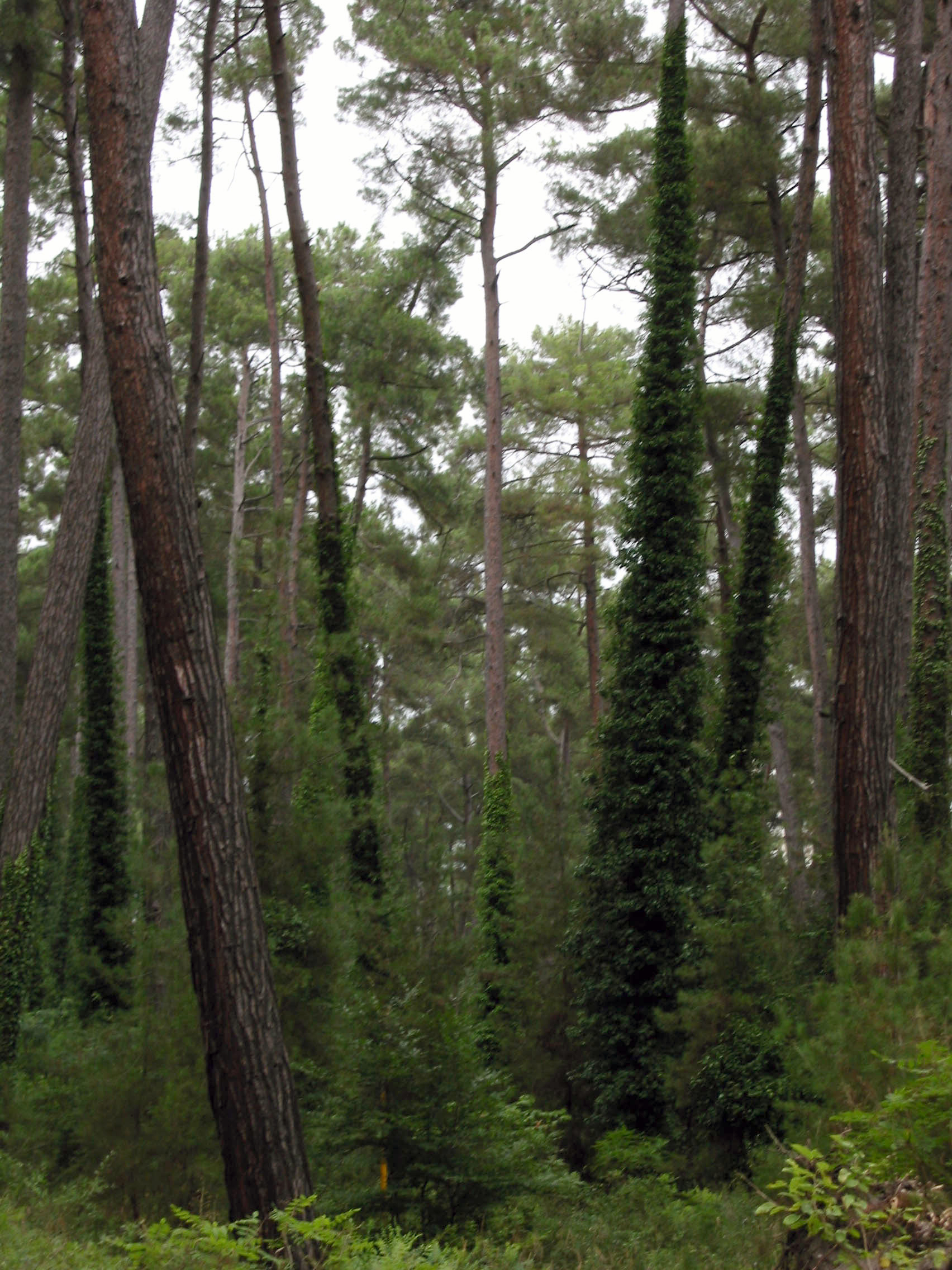
بستان صنوبر

## أعلام
- سعيدة جونبا
- فلستان خانم
- بيوسته خانم